# Japan Air System
Japan Air System (JAS; jap. 株式会社日本エアシステム, Kabushiki-gaisha Nihon Ea Shisutemu) war eine japanische Fluggesellschaft mit Sitz in Tokio und Basis auf dem Flughafen Tokio-Haneda. 2002 fusionierte sie mit Japan Airlines.

## Geschichte

### Erste Jahre
Die Fluggesellschaft wurde am 15. Mai 1971 als Tōa Kokunai Kōkū (TDA; 東亜国内航空, engl. Toa Domestic Airlines) durch die Fusion der Tōa Kōkū (東亜航空, engl. Toa Airways) und der Nihon Kokunai Kōkū (日本国内航空, engl. Japan Domestic Airlines) gegründet. Die Flotte bestand anfangs aus Boeing 727-100 und NAMC YS-11, ab 1974 wurden hauptsächlich Douglas DC-9 in mehreren Varianten eingesetzt. Von 1981 bis 1987 kamen elf Airbus A300B2 hinzu. 1983 wurde die Japan Air Commuter als Tochtergesellschaft gegründet.

### Aufnahme internationaler Strecken
Tōa Kokunai Kōkū wurde schließlich am 1. April 1988 im Zuge der Aufnahme internationaler Strecken zu Japan Air System umorganisiert. Zu diesem Zweck wurden zwei McDonnell Douglas DC-10-30 sowie 12 Airbus A300-600R gekauft. Die Fluggesellschaft flog nun vom Flughafen Tokio-Narita nach Seoul. 1993 wurden Verbindungen nach Singapur und Honolulu aufgenommen.
Im Jahr 1995 flog Japan Air System 99 Flughäfen im Inland und einige im Ausland an. 1997 stieß die erste Boeing 777 zur Flotte hinzu. Hierfür veranstaltete Japan Air System einen Wettbewerb für eine neue Farbgestaltung der Flugzeuge. Diese wurde 1997 mit der Einsendung des 13-jährigen Masatomo Watanabe zum 25. Firmenjubiläum der Öffentlichkeit vorgestellt. Im gleichen Jahr wurde die Harlequin Air als Tochtergesellschaft gegründet. 1999 wurde eine Codeshare-Partnerschaft mit Northwest Airlines gestartet.

### Fusion mit Japan Airlines

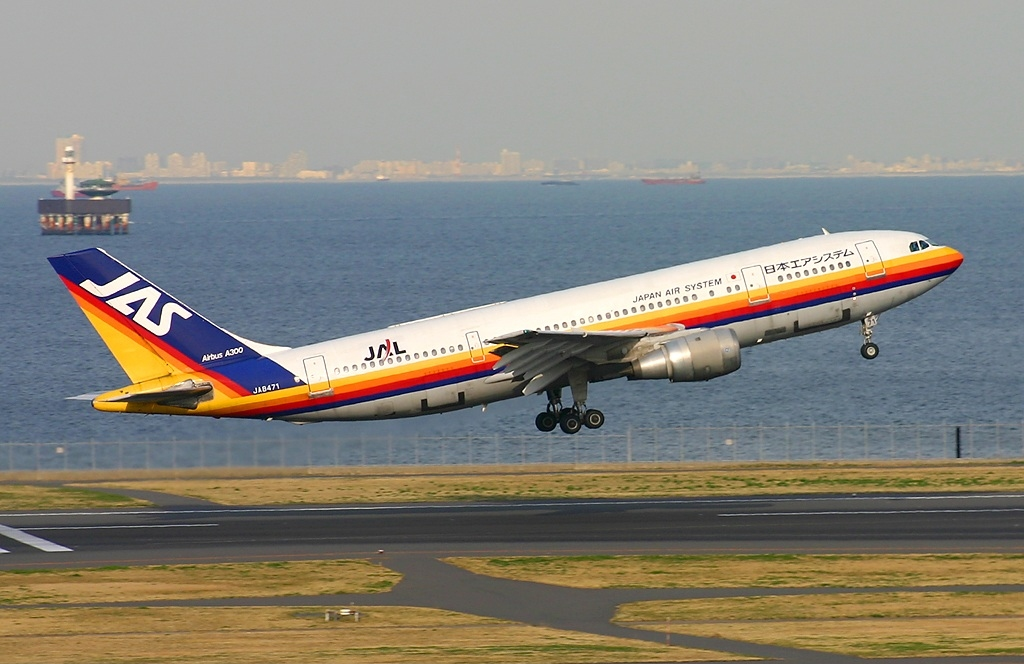
Ein Airbus A300 der JAS mit zusätzlichem Logo der JAL

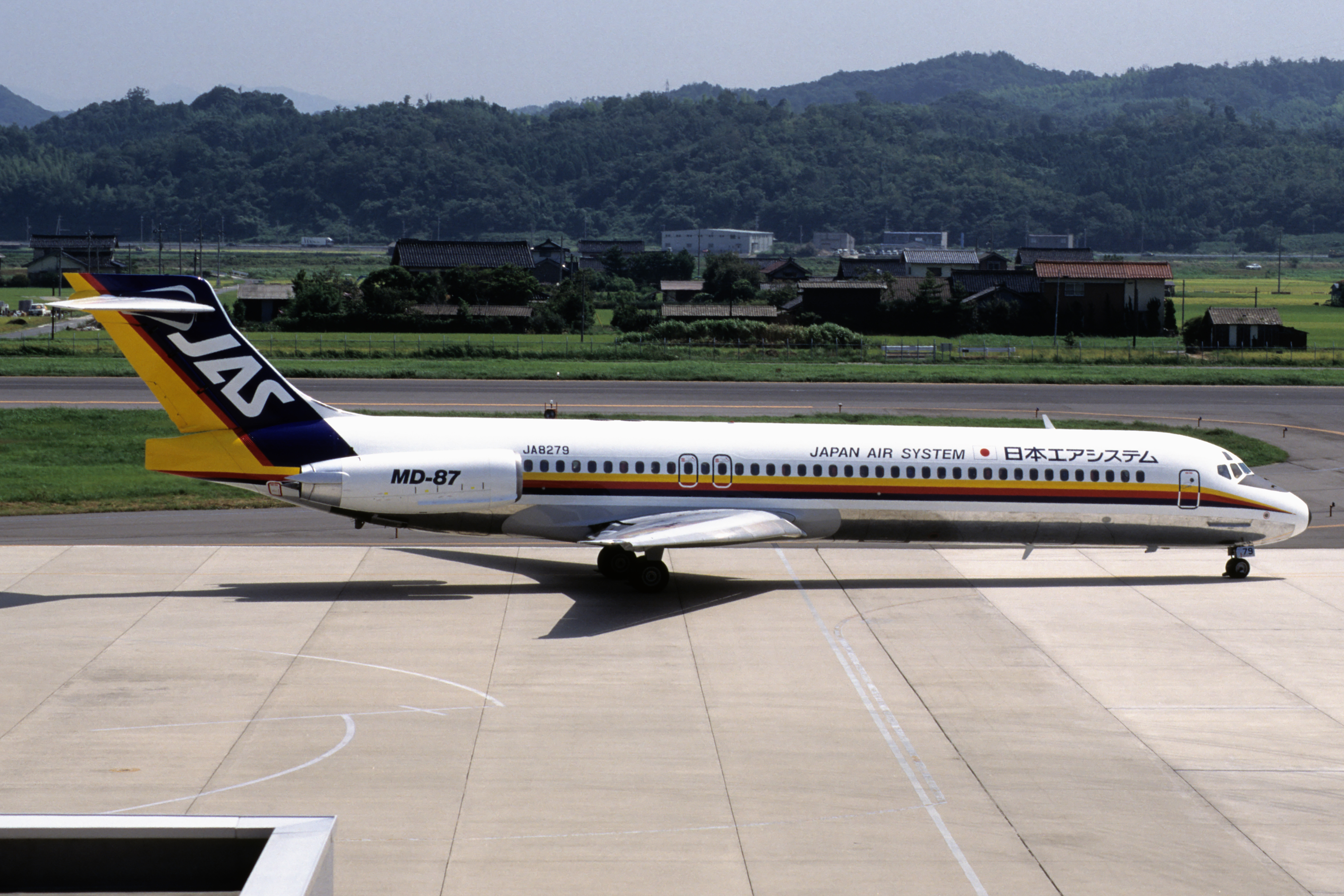
Eine McDonnell Douglas MD-87 der JAS

Im November 2001 teilten Japan Air System und Japan Airlines (kurz JAL) ihre Fusionspläne mit der Öffentlichkeit. Zu dieser Zeit kontrollierte JAL 25 % des Inlandmarkts und damit nur halb so viel wie All Nippon Airways (kurz ANA), weshalb Japan Airlines in der Fusion eine mächtigere Position im Inland sowie einen verstärkten Konkurrenzkampf mit ANA sah. Im August 2002 wurde ein gemeinsamer Flugplan entworfen.
Am 2. Oktober 2002 gründeten die beiden Airlines die Holdinggesellschaft Japan Airlines System (japanisch 日本航空システム Nihon Kōkū Shisutemu). Die beiden Marken „Japan Airlines“ und „Japan Air System“ blieben weiterhin bestehen, bis am 1. April 2004 die Japan Airlines ihren Namen in „Japan Airlines International“ und Japan Air System in „Japan Airlines Domestic“ änderte. Damit wurde die Nutzung des Namens „Japan Air System“ offiziell beendet. Am 1. Oktober 2006 fusionierten die beiden Unternehmen schließlich.

## Flugziele
Als Basen dienten zuletzt die Flughäfen Tokio-Haneda und Osaka-Itami. Japan Air System bediente zahlreiche innerjapanische Ziele und konzentrierte sich dabei vor allem auf die Flughäfen Fukuoka, Chūbu und Neu-Chitose. International wurden die Städte Hongkong, Guangzhou, Kunming, Xi’an, Seoul, Singapur und Honolulu vom Flughafen Tokio-Narita aus angeflogen.

## Flotte

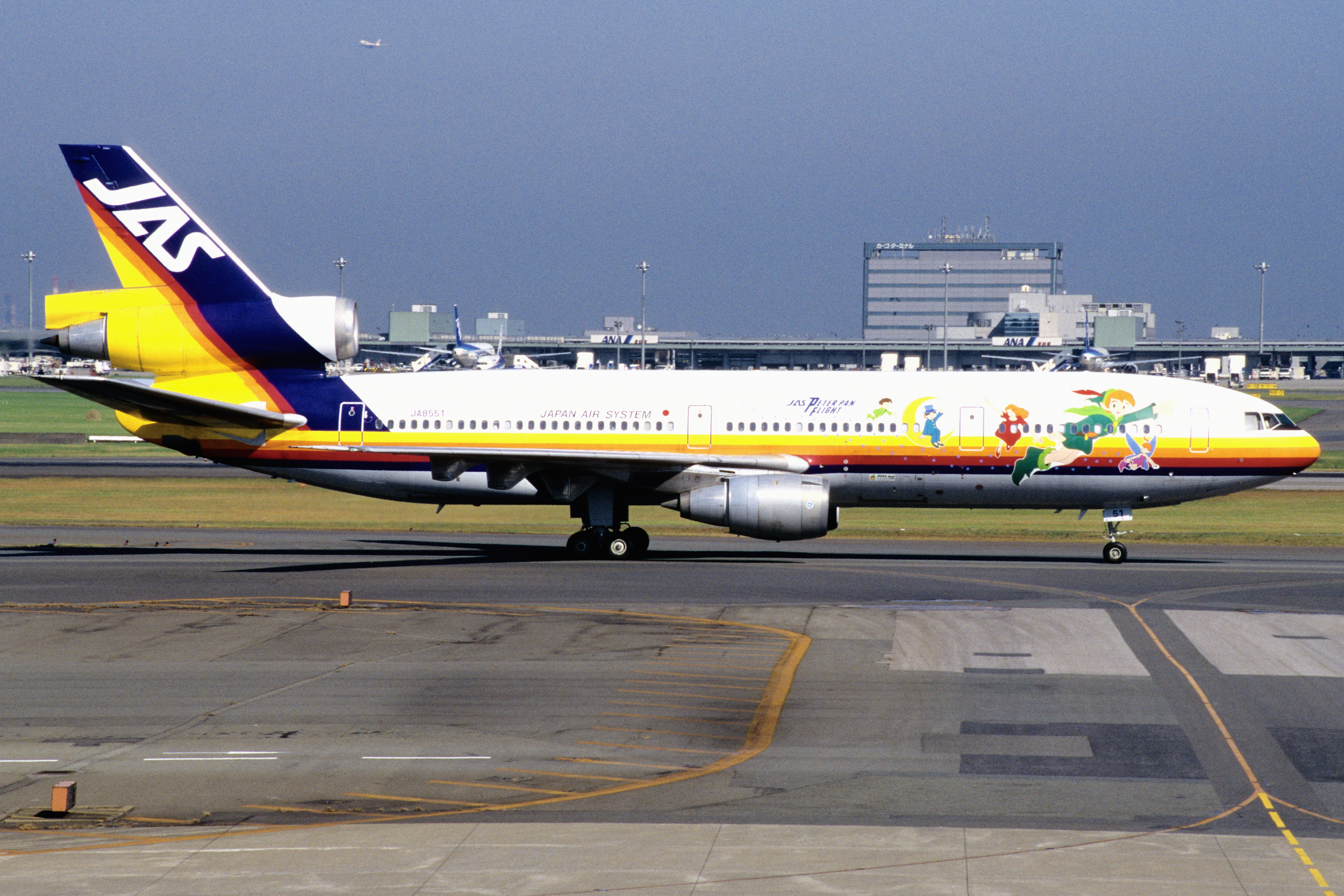
Eine McDonnell Douglas DC-10 der JAS

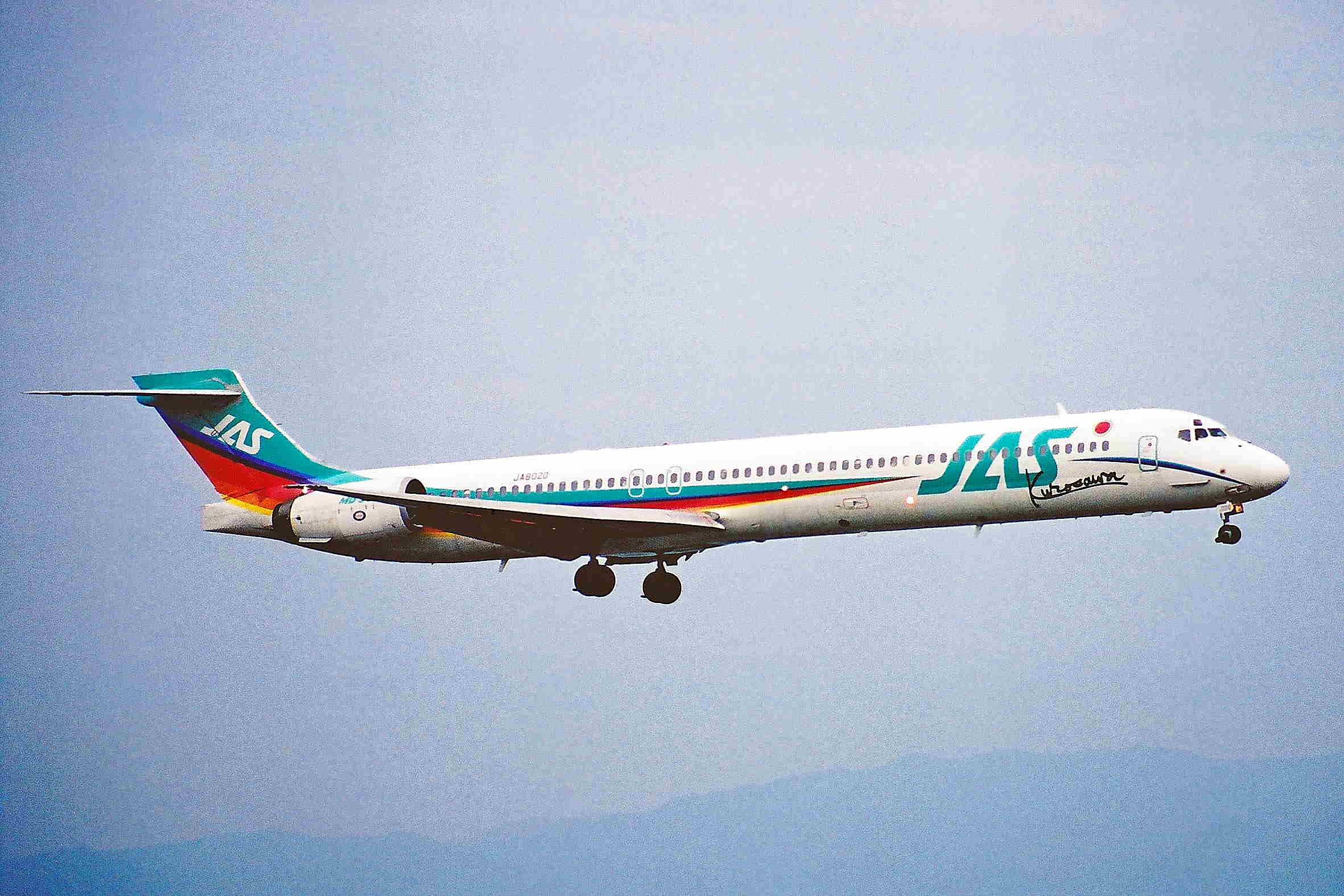
Eine McDonnell Douglas MD-90 der JAS

Im Laufe ihres Bestehens betrieb Toa Domestic Airlines (TDA) beziehungsweise Japan Air System (JAS) folgende Flugzeuge:
| Flugzeugtyp                      | Anzahl | Einsatzzeit | TDA oder JAS |
| -------------------------------- | ------ | ----------- | ------------ |
| Airbus A300B2/B4                 | 19     | 1981–2002   | TDA und JAS  |
| Airbus A300-600R                 | 19     | 1991–2002   | JAS          |
| Boeing 727-100                   | 06     | 1972–1975   | TDA          |
| Boeing 777-200                   | 07     | 1997–2002   | JAS          |
| Douglas DC-9-41                  | 14     | 1973–1997   | TDA und JAS  |
| De Havilland DH.114 Tawron Heron | 06     | 1971–1973   | TDA          |
| McDonnell Douglas DC-10-30       | 03     | 1988–2000   | TDA und JAS  |
| McDonnell Douglas MD-81          | 26     | 1981–2002   | TDA und JAS  |
| McDonnell Douglas MD-87          | 08     | 1988–2002   | JAS          |
| McDonnell Douglas MD-90          | 11     | 1996–2002   | JAS          |
| NAMC YS-11                       | 20     | 1971–1996   | TDA und JAS  |

## Zwischenfälle
- Am 3. Juli 1971 zerschellte eine NAMC YS-11 im Anflug auf Hakodate am Berg Yokotsu-dake. Bei dem Unfall kamen alle 68 Insassen ums Leben (siehe Toa-Domestic-Airlines-Flug 63).

## Tochtergesellschaften
- Japan Air Commuter
- Hokkaido Air System
- Harlequin Air

## Trivia
- Die Flugzeuge vom Typ McDonnell Douglas MD-90 der Japan Air System trugen jeweils verschiedene "Rainbow"-Sonderfarben, die vom Filmregisseur Akira Kurosawa entworfen wurden.